# Isoetes michinokuana
Isoetes michinokuana är en kärlväxtart som beskrevs av M. Takamiya, M. Watanaba och K. Ono. Isoetes michinokuana ingår i släktet braxengräs, och familjen Isoetaceae. Inga underarter finns listade i Catalogue of Life.